# George Ayittey
George Ayittey (Ghana, 13 de octubre de 1945 - 28 de enero de 2022) fue un economista ghanés, escritor, y presidente de la Free Africa Foundation con sede en Washington D. C. Fue profesor en la American University, y académico asociado al Foreign Policy Research Institute. Ha defendido el argumento de que "África es pobre porque no es libre"; es decir, Ayittey sostiene que la causa principal de la pobreza en África no es tanto debido al resultado de la opresión y la mala gestión por las potencias coloniales, sino la opresión llevada a cabo por los gobiernos nativos. Ayittey también va más allá de la crítica y señala formas específicas para abordar los abusos del pasado y del presente; específicamente, Ayittey indica que debería haber un gobierno democrático, un nuevo estudio de la deuda externa, una infraestructura moderna, una economía de libre mercado y libre comercio para promover el desarrollo.

## Biografía
Ayittey tiene una licenciatura en Economía por la Universidad de Ghana, Legon, una maestría de la University of Western Ontario en Canadá y un doctorado de la University of Manitoba. Ha sido profesor en Wayne State College y Bloomsburg University of Pennsylvania. Obtuvo una beca nacional de la Hoover Institution durante 1988 y 1989, luego se unió a The Heritage Foundation como Académico Residente Bradley. En 1993, fundó The Free Africa Foundation para servir como un catalizador en la reforma de África.
En 2008, Ayittey fue catalogado por la revista Foreign Policy como uno de los "100 intelectuales públicos" que "están dando forma a tenor de nuestro tiempo". Actualmente, Ayittey vive en Lorton, Virginia.

## Apartheidárabe
Ayittey es conocido también por su denuncia de los apartheid árabes en contra de los ciudadanos negros en los países de Mauritania y Sudán.

## Obras
- Indigenous African Institutions, Transnational Publishers, 1991; 2nd ed., 2004
- The Blueprint for Ghana's Economic Recovery, Africana Publishers, 1997
- Africa Betrayed, St. Martin’s Press,, 1992
- Africa in Chaos, St. Martin’s Press, 1998.[7]
- Africa Unchained: the blueprint for development, Palgrave/MacMillan, 2004
- Defeating Dictators: Fighting Tyrants in Africa and Around the World, 2011.